# Julius Eisenecker
Julius Eisenecker, född 21 mars 1903 i Frankfurt am Main, död 12 oktober 1981 i Frankfurt am Main, var en tysk fäktare.
Eisenecker blev olympisk bronsmedaljör i florett och sabel vid sommarspelen 1936 i Berlin.